# Маркантоніо Меммо
Маркантоніо Меммо (італ. Marcantonio Memmo) — 91-й венеційський дож у 1612—1615 роках.

## Біографія
Належав до давнього патриціанського роду. Син Джованні Меммо та Б'янки Санудо. Він почав займатися купецькою справою і завдяки ретельному управлінню здобув статок. З 1561 року засідав у дорадчих комісіях. У 1568—1569 роках був капітаном Віченци, у 1584 році став подестою Верони, потім у 1586—1587 роках — капітаном Падуї. У 1597 році він був генеральним проведитором Пальми, важливої фортеці у Фріулі. З 1601 по 1602 рік Меммо був подестою Брешії, де зіткнувся з серйозними конфліктами між місцевими патриціанськими родинами, а навкруги міста діяли потужні банди. 
25 січня 1602 року його було обрано прокуратором Святого Марка. В подальші роки засідав у Сенаті, у Раді десяти, був цензором і членом Малої ради, кілька разів державним інквізитором, депозитарієм монетного двору. Як проведитор Арсенал у 1602 році відповідав за будівництво 100 галер та великих галер, а в 1606 році — «Бучинторо», чудового державного корабля, який був щедро відремонтований під час його перебування на посаді за 70 тис. дукатів.
1606 року програв вибори Леонардо Донато. Меммо використав роки правління Донато для закулісних маневрів. У червні 1607 року його разом з Антоніо Пріулі відправили до Фріулі для врегулювання конфліктів між землевласницькою знаттю (феодатами) та патриціатом міста Удіне. 

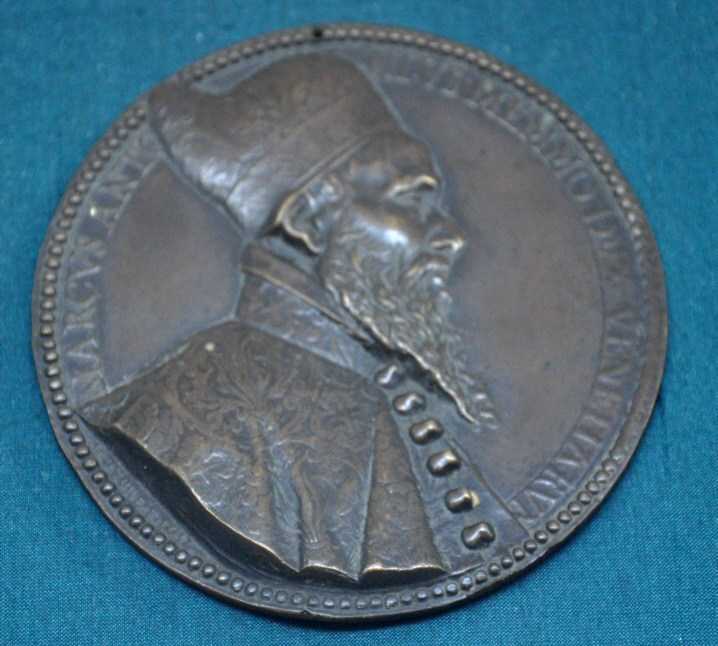
Плакета Маркантоніо Меммо

24 липня 1612 рок Маркантоніо Меммо було обрано у першому ж турі голосування, отримавши 38 з 41 голосу, що стало шоком для фракції «новим патриціїв», яка століттями домінувала при обранні дожа. Він став дожем з родин «старих патриціїв» вперше з 1382 року. На честь перемоги Меммо організовувалися великі фестивалі, які він використовував щоб завоювати прихильність населення Венеції.
У березні 1613 року між ерцгерцогом Фердинандом і Венецією було досягнуто угоди, згідно з якою Середньоавстрійське герцогство мало переселити ускоків щонайменше на 50 миль від узбережжя. Натомість Венеція мала скасувати блокаду. Але у травні того ж року ускоки лише посилили напади, яких підтримував ерцгерцог. 1614 року почалася відкрита війна: венеційці вдерлися на австрійську територію для покарання ускоків, а 1615 року австрійці з ускоками пограбували Істрію. 
Водночас Венеція політично підтримала Савойське герцогство під час війни за монферратську спадщину, але війна з ускоками не дозволило напряму втрутитися. 1615 року була одним з гарантів Астійського договору 1615 року.
25 квітня 1613 року Сенат постановив, що щороку 1 травня дож і Синьйорія повинні були відвідувати церкву Санта-Марія-делле-Верджині.
Помер 31 жовтня 1615 року, його було поховано у церкві Сан-Джорджо-Маджоре.